# Lijst van voetbalinterlands Bulgarije - Hongkong (vrouwen)
Deze lijst van voetbalinterlands is een overzicht van alle officiële voetbalinterlands tussen de nationale vrouwenteams van Bulgarije en Hongkong. De landen hebben tot nu toe één keer tegen elkaar gespeeld.

## Wedstrijden
| № | Plaats | Datum            | Competitie               | Wedstrijd            | Uitslag |
| - | ------ | ---------------- | ------------------------ | -------------------- | ------- |
| 1 | Alanya | 15 februari 2023 | Turkish Women's Cup 2023 | Bulgarije − Hongkong | 2 − 0   |

## Samenvatting
| Competitie          | Totaal gespeeld | Winst Bulgarije | Gelijk | Winst Hongkong | Doelsaldo Bulgarije – Hongkong |
| ------------------- | --------------- | --------------- | ------ | -------------- | ------------------------------ |
| Turkish Women's Cup | 1               | 1               | 0      | 0              | 2 − 0                          |
| Totaal              | 1               | 1               | 0      | 0              | 2 − 0                          |

BFS · A-internationals · Bulgaars mannenelftal
1987 – 1999 · 2000 – 2009 · 2010 – 2019 · 2020 – 2029
Albanië ·
Armenië ·
Azerbeidzjan ·
België ·
Bosnië en Herzegovina ·
Cyprus ·
Denemarken ·
Duitsland ·
Estland ·
Finland ·
Frankrijk ·
Georgië ·
Griekenland ·
Hongarije ·
Hongkong ·
IJsland ·
Israël ·
Joegoslavië ·
Kazachstan ·
Kosovo ·
Kroatië ·
Letland ·
Litouwen ·
Luxemburg ·
Malta ·
Moldavië ·
Noord-Ierland ·
Noord-Korea ·
Noord-Macedonië ·
Noorwegen ·
Oekraïne ·
Oostenrijk ·
Polen ·
Portugal ·
Roemenië ·
Rusland ·
Schotland ·
Servië ·
Slovenië ·
Spanje ·
Tsjecho-Slowakije ·
Turkije ·
Verenigde Staten ·
Wales